# 永田清
永田 清（ながた きよし、1956年12月8日 - ）は、日本の数学者、大東文化大学経営学部経営学科教授。博士（工学、中央大学）。

## 経歴
東京都出身。上智大学理工学部数学科卒業。上智大学大学院理工学研究科博士課程（数学専攻）満期退学後、青年海外協力隊プログラムでガーナで2年間中学教育に専念（数学）。帰国後、栄光学園で教鞭をとり（数学）、1996年大東文化大学経営学部専任講師を経て、同学部経営学科教授。

## 研究
専門は情報処理、代数的整数論、暗号論。ネットワーク社会における情報伝達、暗号論を研究テーマとしている。
研究領域に情報セキュリティがあり、高度情報化社会において重要な役割を果たす公開鍵暗号の一つである楕円暗号方式について、その構成方と数学的理論の関係についての考察を行っている。
パーソナルコンピュータ利用技術学会全国大会では自身の研究発表、および学部生等の研究発表指導の両面において、継続的な受賞を重ねている。

## 主な著書
- （共訳） 編『パソコンで解く数学パズル』（共訳）海文堂出版社、1992年11月。
- （共著） 編『Word95で学ぶ英文ワープロ』海文堂出版社、1996年6月。
- （共著） 編『経済・経営のための情報数学』朝倉書店、1997年6月。
- （共著） 編『MS-Officeを使ったパソコン活用』学術図書出版、1998年4月。
- （共著） 編『リテラシーへの招待』ピアソンエデュケーション、2002年11月。

## 論文・学会発表・その他
（ 2009年以降）
- 『The number of self-dual codes over $Z_{p^3}$』（共著）、Journal of Designs, Codes and Cryptography, Vol. 50, NO. 3, 2009、2009年3月。
- 『On Self-Dual Codes over $Z_{16}$』（共著）、Proceeding of the 18th Symposium on Applied algebra, Algebraic Algorithms, and Error Correcting Coding, AAECC-18、2009年6月。
- 『アジアにおける情報倫理教育と意識』（共著）、教育システム情報学会第34回全国大会講演論文集、2009年8月。
- 『アジア各国における学生の情報倫理教育と意識および関連法制度』（共著）、平成21年度情報教育研究集会講演論文集、2009年11月。
- 『Method to Select Effective Risk Mitigation Controls Using Fuzzy Outranking』（共著）、Proceedings of the 9th International Conference on Intelligent Systems Design and Applications, 30 November - 2 December, 2009, Pisa, Italy、2009年11月。
- 『情報セキュリティ脅威パスにおけるスコアリング手法』（共著）、第4回パーソナルコンピュータ利用技術学会全国大会講演論文集、2009年12月。
- 『User Oriented Information Quality Evaluation System with Fuzzy Measures -Application for Website’s Search Engines-』（共著）、Proceedings of the 10th Asia Pacific Industrial Engineering and Management Systems Conference 2009, 14-16 December 2009, Kokura, Japan、2009年12月。
- 『Methodology for Evaluation of Linked Multidimensional Measurement System with Balanced Scorecard』（共著）、Proceedings of Information Proceesing and Management of Uncertainty, IPMU 2010, Part II, CCIS 81, June 28-July 02, 2010, Springer-Verlag Berlin Heidelberg 2010、2001年6月。
- 『中国語圏における学生の情報倫理教育と意識』（共著）、教育システム情報学会第35回全国大会講演論文集、2010年8月。
- 『EC Websiteの主観的評価とWeb Metrics』（共著）、第5回パーソナルコンピュータ利用技術学会全国大会講演論文集、2010年11月。
- 『Risk Scoring Method on Business Information Management System』（共著）、Proceedings of the 11th Asia Pacific Industrial Engineering and Management Systems Conference 2010, 7-10 December 2010, Melaka, Malaysia、2010年12月。
- 『A Study on User Evaluation System for E-Business Website』（共著）、Proceedings of the 11th Asia Pacific Industrial Engineering and Management Systems Conference 2010, 7-10 December 2010, Melaka, Malaysia、2010年12月。

## 所属学会
- 日本数学会
- 情報文化学会
- 教育システム情報学会
- パーソナルコンピュータ利用技術学会
- 国際ICT利用研究学会